# Drest II dei Pitti
Drest Gurthinmoch (... – circa 510) è stato sovrano dei Pitti.
Secondo la Cronaca dei Pitti regnò 30 anni tra Nechtan e Galam.
Il preciso significato dell'epiteto Gurthinmoch è sconosciuto, ma la prima parte del termine potrebbe essere messa in relazione con la parola gallese gwrdd, che significa grande.